# August Oncken
August Oncken (* 10. April 1844 in Heidelberg; † 10. Juli 1911 in Schwerin) war ein deutscher Nationalökonom.

## Leben
Oncken war Bruder Wilhelm Onckens. Er studierte in München, Heidelberg und Berlin, lebte 1865–1871 als Grundbesitzer im Großherzogtum Oldenburg und habilitierte sich 1872 an der Hochschule für Bodenkultur in Wien. 1870/1871 wurde er als Privatdozent für Nationalökonomie und Statistik an der Königlich Polytechnischen Schule in Stuttgart (heute: Universität Stuttgart) zugelassen, 1877 wurde er als Professor der Nationalökonomie an das Polytechnikum zu Aachen, von da 1878 an die Universität Bern berufen. Er war Mitglied der Heidelberger Freimaurerloge Ruprecht zu den fünf Rosen.

## Würdigung
Die in Berlin von Treptow nach Neukölln führende Onckenstraße wurde am 17. Mai 1930 nach August Oncken benannt.

## Werke
- Untersuchung über den Begriff der Statistik (Leipzig 1870)
- Die Wiener Weltausstellung 1873 (Berl. 1873) (Digitalisierte Ausgabe der Universitäts- und Landesbibliothek Düsseldorf)
- Adam Smith in der Kulturgeschichte (Wien 1874)
- Österreichische Agrarier (das. 1877)
- Adam Smith und Immanuel Kant (Leipzig 1877, Bd. 1)
- Der ältere Mirabeau und die ökonomische Gesellschaft in Bern (Bern 1886)
- Die Maxime Laissez faire et laissez aller (das. 1887)